# Božo Starčević
Božo Starčević (ur. 11 grudnia 1988) – chorwacki zapaśnik walczący w stylu klasycznym. Dwukrotny olimpijczyk. Zajął piąte miejsce w Rio de Janeiro 2016 w kategorii 75 kg i ósme w Tokio 2020 w kategorii 77 kg. Piąty na mistrzostwach świata w 2014 roku.
Brązowy medalista mistrzostw Europy w 2013 i igrzysk śródziemnomorskich w 2018. Trzynasty na igrzyskach europejskich w 2015 i dziesiąty w 2019. Mistrz śródziemnomorski w 2011. Trzykrotny mistrz Chorwacji w latach 2009 – 2011.